# Gehyra
Gehyra is een geslacht van hagedissen dat behoort tot de gekko's (Gekkota) en de familie Gekkonidae.

## Naam en indeling
De wetenschappelijke naam van de groep werd voor het eerst voorgesteld door John Edward Gray in 1834. Er zijn 67 soorten, inclusief zes soorten die pas in 2020 werden beschreven. De hagedissen werden eerder aan andere geslachten toegekend, zoals Peripia, Hemidactylus, Peropus en Platydactylus.

## Uiterlijke kenmerken
De gekko's bereiken een lichaamslengte van ongeveer vijf tot tien centimeter. Ze hebben brede, platte vingers en tenen met klauwtjes behalve aan de binnenste vingers en tenen. De hechtschijfjes zijn groot en rond. De schubben zijn klein en gelijk van vorm. De lichaamskleur is grijs tot bruin met lichtere en donkere vlekkenpatronen.

## Levenswijze
Alle soorten zijn bijzonder snel en lenig en zijn goede klimmers. De eieren zijn dunschalig en wit van kleur, ze worden afgezet onder boomschors maar kunnen ook tussen hekwerk worden aangetroffen.

## Verspreiding en habitat
De hagedissen komen voor in delen van Azië, Australië en Oceanië en leven in de landen Sri Lanka, India, Thailand, Vietnam, Maleisië, Cambodja, China, Taiwan, Japan, Oceanië, Filipijnen, Singapore, Palau, Nieuw-Guinea, Indonesië, Oost-Timor, Samoa, Fiji-eilanden, Tonga-eilanden, Toga, Papoea-Nieuw-Guinea, Genootschapseilanden, Melanesië, Cocoseilanden, Rotuma, Micronesië, Christmaseiland, Guam, Salomonseilanden, Nieuw-Caledonië, Polynesië, Marianen, Australië (inclusief Cookeilanden, Nauru, Vanuatu).
De soort Gehyra mutilata komt daarnaast als enige voor in delen van Afrika in Madagaskar, Mascarenen (Mauritius, Réunion, Rodrigues), Seychellen, Nosy Be en in Noord- en Zuid-Amerika in de landen Mexico (geïntroduceerd), Verenigde Staten (geïntroduceerd) en Frans-Guyana.
De habitat bestaat uit vochtige tropische en subtropische bossen, zowel in laaglanden als in bergstreken, droge savannen, droge tropische en subtropische bossen, scrublands en grotten. Ook in door de mens aangepaste streken zoals landelijke tuinen en stedelijke gebieden kunnen de dieren worden aangetroffen.

## Beschermingsstatus
Door de internationale natuurbeschermingsorganisatie IUCN is aan veertig soorten een beschermingsstatus toegewezen. Van de soorten worden er 33 beschouwd als 'veilig' (Least Concern of LC) en vijf als 'onzeker' (Data Deficient of DD). Een soort wordt gezien als 'kwetsbaar' (Vulnerable of VU) en een soort als 'bedreigd' (Endangered of EN). Van veel soorten is bekend dat ze zeer algemeen kunnen voorkomen.

## Soorten
Het geslacht omvat de volgende soorten, met de auteur en het verspreidingsgebied.
| Naam                    | Auteur                                                             | Verspreidingsgebied |
| ----------------------- | ------------------------------------------------------------------ | --- |
| Gehyra angusticaudata   | Taylor, 1963                                                       | Thailand |
| Gehyra arnhemica        | Oliver, Prasetya, Tedeschi, Fenker, Ellis, Doughty, & Moritz, 2020 | Australië |
| Gehyra australis        | Gray, 1845                                                         | Australië |
| Gehyra baliola          | Duméril, 1851                                                      | Australië, Papoea-Nieuw-Guinea |
| Gehyra barea            | Kopstein, 1926                                                     | Indonesië |
| Gehyra borroloola       | King, 1984                                                         | Australië |
| Gehyra brevipalmata     | Peters, 1874                                                       | Indonesië |
| Gehyra calcitectus      | Oliver, Prasetya, Tedeschi, Fenker, Ellis, Doughty, & Moritz, 2020 | Australië |
| Gehyra capensis         | Kealley, Doughty, Pepper, Keogh, Hillyer, & Huey, 2018             | Australië |
| Gehyra catenata         | Low, 1979                                                          | Australië |
| Gehyra chimera          | Oliver, Prasetya, Tedeschi, Fenker, Ellis, Doughty, & Moritz, 2020 | Australië |
| Gehyra crypta           | Kealley, Doughty, Pepper, Keogh, Hillyer, & Huey, 2018             | Australië |
| Gehyra dubia            | Macleay, 1877                                                      | Australië, Papoea-Nieuw-Guinea |
| Gehyra einasleighensis  | Bourke, Pratt, Vanderduys, & Moritz, 2017                          | Australië |
| Gehyra electrum         | Zozaya, Fenker, & Macdonald, 2019                                  | Australië |
| Gehyra fehlmanni        | Taylor, 1962                                                       | Thailand, Vietnam, mogelijk in Cambodja |
| Gehyra fenestrula       | Doughty, Bauer, Pepper, & Keogh, 2018                              | Australië |
| Gehyra finipunctata     | Doughty, Bauer, Pepper, Keogh, & Ellis, 2018                       | Australië |
| Gehyra gemina           | Oliver, Prasetya, Tedeschi, Fenker, Ellis, Doughty, & Moritz, 2020 | Australië |
| Gehyra georgpotthasti   | Flecks, Schmitz, Böhme, Henkel & Ineich, 2012                      | Nieuw-Caledonië, Frans-Polynesië |
| Gehyra girloorloo       | Oliver, Bourke, Pratt, Doughty, & Moritz, 2016                     | Australië |
| Gehyra granulum         | Doughty, Palmer, Bourke, Tedeschi, Oliver, & Moritz, 2018          | Australië |
| Gehyra incognita        | Kealley, Doughty, Pepper, Keogh, Hillyer, & Huey, 2018             | Australië |
| Gehyra insulensis       | Girard, 1858                                                       | Cookeilanden, Tonga, Micronesië |
| Gehyra interstitialis   | Oudemans, 1894                                                     | Papoea-Nieuw-Guinea, Indonesië |
| Gehyra ipsa             | Horner, 2005                                                       | Australië |
| Gehyra kimberleyi       | Börner & Schüttler, 1982                                           | Australië |
| Gehyra koira            | Horner, 2005                                                       | Australië |
| Gehyra lacerata         | Taylor, 1962                                                       | Thailand, Vietnam |
| Gehyra lapistola        | Oliver, Prasetya, Tedeschi, Fenker, Ellis, Doughty, & Moritz, 2020 | Australië |
| Gehyra lauta            | Oliver, Prasetya, Tedeschi, Fenker, Ellis, Doughty, & Moritz, 2020 | Australië |
| Gehyra lazelli          | Wells & Wellington, 1985                                           | Australië |
| Gehyra leopoldi         | Brongersma, 1930                                                   | Papoea-Nieuw-Guinea, Indonesië |
| Gehyra macra            | Doughty, Bauer, Pepper, & Keogh, 2018                              | Australië |
| Gehyra marginata        | Boulenger, 1887                                                    | Indonesië, Nieuw-Guinea, Molukken |
| Gehyra media            | Doughty, Bauer, Pepper, & Keogh, 2018                              | Australië |
| Gehyra membranacruralis | King & Horner, 1989                                                | Papoea-Nieuw-Guinea |
| Gehyra micra            | Doughty, Bauer, Pepper, & Keogh, 2018                              | Australië |
| Gehyra minuta           | King, 1982                                                         | Australië |
| Gehyra montium          | Storr, 1982                                                        | Australië |
| Gehyra moritzi          | Hutchinson, Sistrom, Donnellan & Hutchinson, 2014                  | Australië |
| Gehyra multiporosa      | Doughty, Palmer, Sistrom, Bauer & Donnellan, 2012                  | Australië |
| Gehyra mutilata         | Wiegmann, 1834                                                     | Afrika: Madagaskar, Mascarenen (Mauritius, Réunion, Rodrigues), Seychellen, Nosy Be. Azië en Oceanië; Sri Lanka, India, Thailand, Vietnam, Maleisië, Cambodja, China, Taiwan, Japan, Oceanië, Filipijnen, Singapore, Palau, Nieuw-Guinea, Indonesië, Oost-Timor, Samoa, Fiji-eilanden, Tonga-eilanden, Toga, Cocoseilanden, Micronesië, Christmaseiland, Guam, Salomonseilanden, Australië (Cookeilanden, Nauru, Vanuatu). Noord- en Zuid-Amerika: Mexico (geïntroduceerd), Verenigde Staten (geïntroduceerd), Frans-Guyana |
| Gehyra nana             | Storr, 1978                                                        | Australië |
| Gehyra occidentalis     | King, 1984                                                         | Australië |
| Gehyra oceanica         | Lesson, 1830                                                       | Papoea-Nieuw-Guinea, Genootschapseilanden, Melanesië, Micronesië, Polynesië, Australië, Nauru, Vanuatu, Cookeilanden, Samoa, Salomonseilanden, Fiji, Rotuma, Tonga, Indonesië, Palau, Marianen, mogelijk in Guam |
| Gehyra ocellata         | Kealley, Doughty, Pepper, Keogh, Hillyer, & Huey, 2018             | Australië |
| Gehyra pamela           | King, 1982                                                         | Australië |
| Gehyra papuana          | Meyer, 1874                                                        | Papoea-Nieuw-Guinea, Indonesië, mogelijk op de Marianen en Belau |
| Gehyra paranana         | Bourke, Doughty, Tedeschi, Oliver, & Moritz, 2018                  | Australië |
| Gehyra peninsularis     | Doughty, Bauer, Pepper, & Keogh, 2018                              | Australië |
| Gehyra pilbara          | Mitchell, 1965                                                     | Australië |
| Gehyra pluraporosa      | Bourke, Doughty, Tedeschi, Oliver, Myers, & Moritz, 2018           | Australië |
| Gehyra polka            | Doughty, Bauer, Pepper, & Keogh, 2018                              | Australië |
| Gehyra pseudopunctata   | Bourke, Doughty, Tedeschi, Oliver, & Moritz, 2018                  | Australië |
| Gehyra pulingka         | Hutchinson, Sistrom, Donnellan & Hutchinson, 2014                  | Australië |
| Gehyra punctata         | Fry, 1914                                                          | Australië |
| Gehyra purpurascens     | Storr, 1982                                                        | Australië |
| Gehyra robusta          | King, 1984                                                         | Australië |
| Gehyra rohan            | Oliver, Clegg, Fisher, Richards, Taylor, & Jocque, 2016            | Papoea-Nieuw-Guinea |
| Gehyra serraticauda     | Skipwith & Oliver, 2014                                            | Indonesië |
| Gehyra spheniscus       | Doughty, Palmer, Sistrom, Bauer & Donnellan, 2012                  | Australië |
| Gehyra unguiculata      | Kealley, Doughty, Pepper, Keogh, Hillyer, & Huey, 2018             | Australië |
| Gehyra variegata        | Duméril & Bibron, 1836                                             | Australië |
| Gehyra versicolor       | Hutchinson, Sistrom, Donnellan & Hutchinson, 2014                  | Australië |
| Gehyra vorax            | Girard, 1858                                                       | Indonesië, Papoea-Nieuw-Guinea, Fiji, Tonga, Genootschapseilanden, Oceanië, mogelijk in Nieuw-Caledonië |
| Gehyra xenopus          | Storr, 1978                                                        | Australië |